# 約瑟·尤保
約瑟·尤保（1980年9月6日—），出生在哈科特港，是一名尼日利亞足球員，司職後衛。與此同時，尤保亦是尼日利亞的隊長。
尤保的兄長是前尼日利亞國腳艾拔·尤保。2008年7月初，尤保的弟弟諾姆·尤保（Norum Yob）在河流州首府哈科特港被綁架，要求繳交贖金。諾姆·尤保最終在2008年7月17日被釋放。

## 球員生涯

### 球會
尤保在哈科特港長大，與兒時夥伴前克魯球員喬治·艾比是密友。尤保決定是否前往英格蘭時亦有徵詢喬治·艾比的意見。
1998年，尤保離開尼日利亞加盟比利時球會標準列治。2000年，尤保首次一隊亮相，並且代表比甲球會上陣了46場。2001年，尤保轉投法國球會馬賽。
尤保首次亮相後不久便被外借至西班牙球會特內里費。尤保在特內里費效力了約9個月後重返馬賽，並於2002年7月獲外借至愛華頓。其後，尤保正式轉會至愛華頓，成為了新上任的領隊大衛·莫耶斯首位簽入的球員。隨著愛華頓願意支付400萬英鎊後
，尤保與馬賽的爭端便得到解決，使到尤保最終在2003年才能加盟。尤保成為愛華頓隊內最重要的球員之一，並且在2006/07球季成為僅有的7名球員沒有缺席過任何一分鐘。
2006年，由於尤保與愛華頓的簽約一再拖延，使到加盟阿仙奴傳聞被炒熱，但是在7月22日，尤保表明自己會留在葛迪遜公園球場直至2010年。截至2007年4月15日，尤保是有紀錄以來代表愛華頓上陣最多的海外球員。
2007年10月25日，尤保在對希臘球會拉里薩FC的歐協賽事中，由於原隊長菲臘·尼維利缺陣的關係而擔任球隊隊長，這使到尤保成為愛華頓首位非洲隊長。2009年5月16日，尤保在對韋斯咸的賽事中攻入其首球，最終以比分3-1擊敗對手。
2010/11年球季尤保在愛華頓失去正選席位，於2010年8月31日被外借到土超球會費倫巴治，為期一季，更可於借用期滿後優先買斷。

### 國際賽
在2002年世界盃中，尤保代表尼日利亞上陣了三場賽事，更攻入了一球
。尤保的國際一級表現得到了積極的評論。

## 慈善工作
2007年，尤保成立了約瑟尤保慈善基金會（Joseph Yobo Charity Foundation）以協助尼日利亞弱勢社群的兒童。截至2007年7月18日，尤保替合共300小學程度至大學程度的學生頒發了獎學金。尤保在尼日利亞奧幹尼地區開設了足球學校，尤保亦與愛華頓拉各斯（Everton Lagos F.C.）一同在拉哥斯舉行足球訓練營。

## 榮譽
愛華頓
- 足總杯
  - 亞軍(1)：2009
- 非洲足協獎（英语：CAF Awards）：2007/08球季被選為非洲最佳11人[15]。

## 外部連結
- Joseph Yobo Foundation Charity founded by Joseph Yobo
- BBC Coverage of Joseph Yobo Foundation （页面存档备份，存于）
- International appearances